# Old Tebay
Old Tebay är en by (hamlet) i Tebay, kommunen Westmorland and Furness, Cumbria, England. Den har en byggnad som kallas Town Head Farmhouse and Adjoining Barn.